# گرانا
گرانا (به ایتالیایی: Grana) یک کومونه در ایتالیا است که در استان آسته واقع شده‌است.

## خصوصیات
گرانا ۶٫۰ کیلومترمربع مساحت و ۶۲۸ نفر جمعیت دارد.